# Фалятиче (Мазовецьке воєводство)
Фалятиче (пол. Falatycze) — село в Польщі, у гміні Плятерув Лосицького повіту Мазовецького воєводства. Населення — 313 осіб (2011).

## Історія
За даними етнографічної експедиції 1869—1870 років під керівництвом Павла Чубинського, у селі переважно проживали греко-католики, які розмовляли українською мовою.
У 1975—1998 роках село належало до Білопідляського воєводства.

## Демографія
Демографічна структура станом на 31 березня 2011 року:
|          | Загалом | Допрацездатний вік | Працездатний вік | Постпрацездатний вік |
| -------- | ------- | ------------------ | ---------------- | -------------------- |
| Чоловіки | 155     | 32                 | 101              | 22                   |
| Жінки    | 158     | 32                 | 77               | 49                   |
| Разом    | 313     | 64                 | 178              | 71                   |